# 在ソロモン諸島日本国大使館
在ソロモン諸島日本国大使館（英語: Embassy of Japan in Solomon Islands / Embassy of Japan in the Solomon Islands）は、ソロモン諸島の首都ホニアラにある日本の大使館。

## 沿革
- 1978年7月7日、ソロモン諸島がイギリスから独立し、日本は直ちに独立を承認、両国の間で国交が樹立された[2]。
- 1980年2月、在ソロモン諸島兼勤駐在官事務所が開設され、ポートモレスビーの在パプアニューギニア日本国大使館が兼轄を開始する[2]。
- 2016年1月1日、兼勤駐在官事務所に代わってホニアラに在ソロモン諸島日本国大使館が開設される[3]。
- 2016年3月11日、日本国政府の閣議決定により、木宮憲市が初代駐ソロモン諸島日本大使に任命される[4]。
- 2016年4月、初代特命全権大使がホニアラ常駐を開始する[2]。

## 所在地
4th Floor, Point Cruz Arcade Building, Hibiscus Avenue, Point Cruz, Honiara